# Medininkai

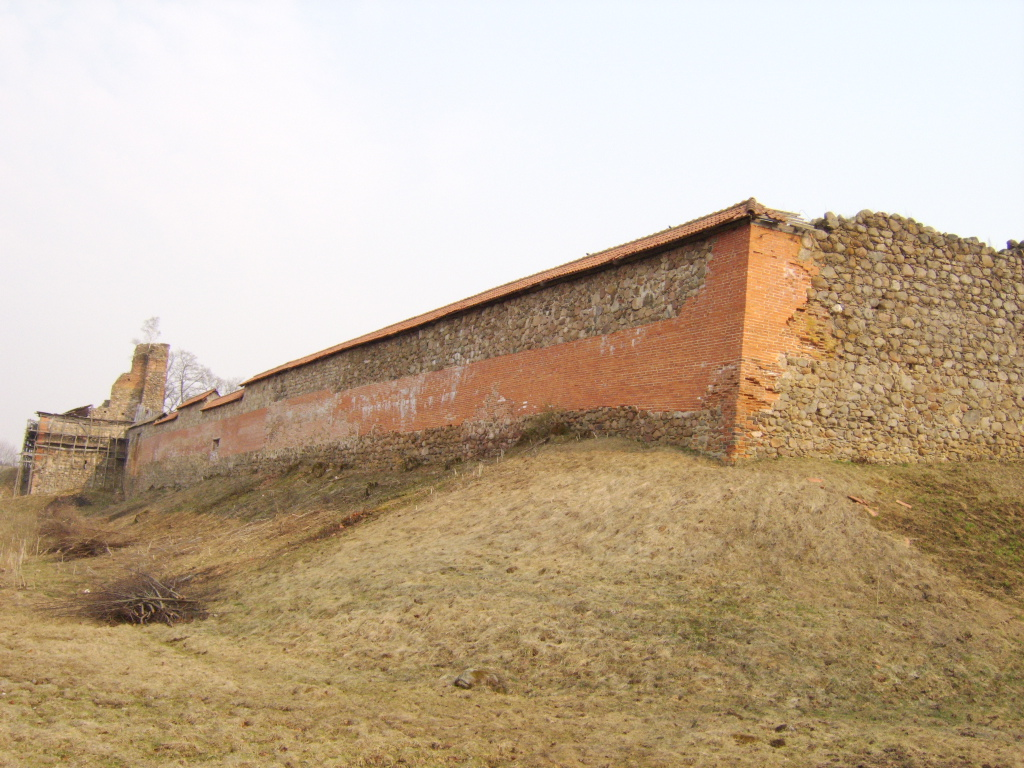
Burgruine Medininkai

Medininkai (deutsch, 18. Jahrhundert: Mednick, polnisch Miedniki Królewskie) ist ein Dorf in Litauen, das etwa 25 km südöstlich von Vilnius direkt an der Grenze zu Belarus liegt. Es ist Zentrum des gleichnamigen Landamtes der Rajongemeinde Vilnius.
Medininkai hat ca. 500 Einwohner. Im Amtsbezirk (lit. seniūnija) Medininkai leben etwa 1500 Menschen. Der Ort ist überwiegend landwirtschaftlich geprägt.
Auf der Gemarkung liegen die beiden höchsten Berge von Litauen: Aukštasis kalnas (293,84 m) und Juozapines (293,60 m).

## Sprache und Religion
95 % der Einwohner gehören der polnischen Minderheit in Litauen an und 98 % sind katholisch. Neben dem Polnischen in seiner litauischen Variante werden Belarussisch, Litauisch und Russisch gesprochen.

## Kultur und Sehenswürdigkeiten

### Kirche

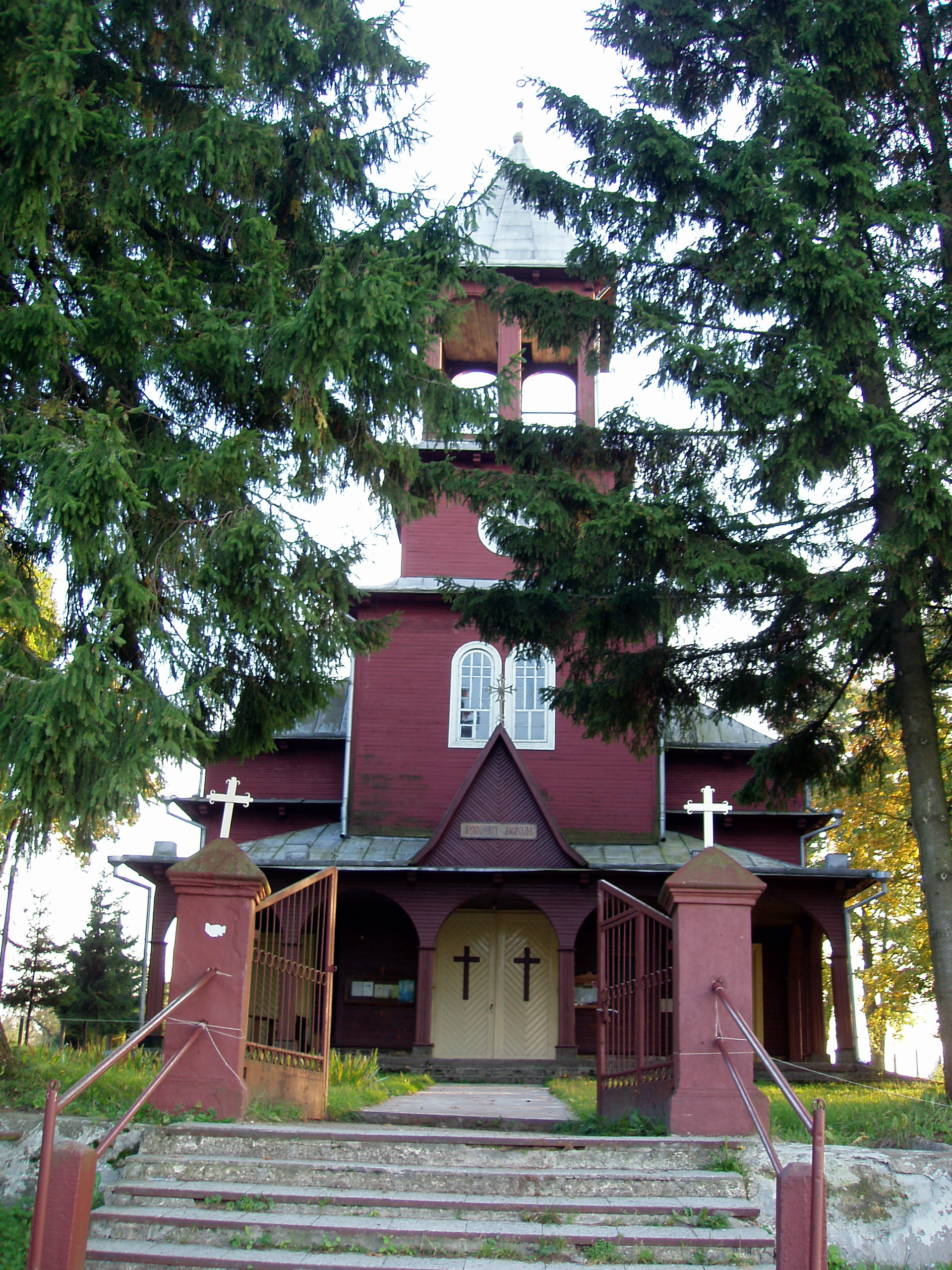
Kirche von Medininkai

Die katholische Kirche des Ortes ist aus Holz errichtet. Ein kleines Kloster ist ihr angeschlossen.

### Burg Medininkai

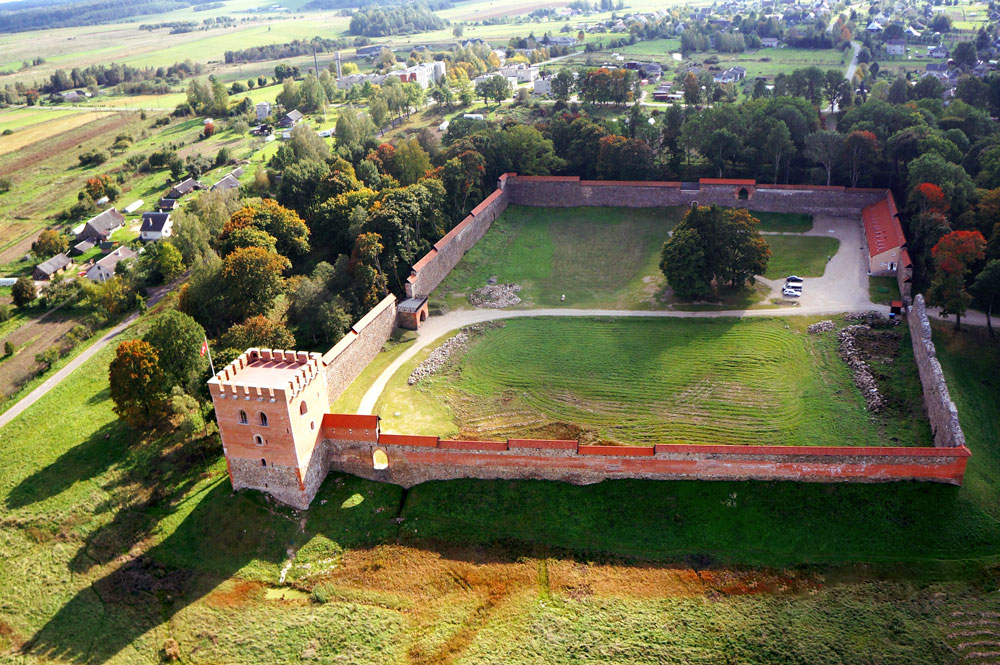
Turm und Umfassungsmauer der Burg Medininkai

Unweit des Ortes befinden sich die Ruinen der Burg Medininkai. Sie wurde erstmals 1392 erwähnt und ist im Gegensatz zu der Mehrzahl litauischer Burgen aus Stein und Ziegeln errichtet. Im Inneren der rechteckigen Ummauerung standen zunächst Holzhäuser, die aber 1404 bei einem Angriff des Deutschen Ordens zerstört wurden. Die danach errichteten Wohn- und Nutzgebäue gingen inzwischen auch wieder verloren.
Mit der zunehmenden Durchschlagskraft von Kanonen ließ der Verteidigungswert der Anlage nach. Die Burg wurde zum Schloss und eine bevorzugte Residenz des litauischen Großfürsten und polnischen Königs Kasimir IV. Andreas (1427–1492). Vom 16. Jahrhundert bis zum Zweiten Weltkrieg war sie nacheinander Sitz mehrerer Adelsfamilien: Gasztołd, Ogiński, Grabowski, Drohojowski.

## Überfall auf die Grenzstation

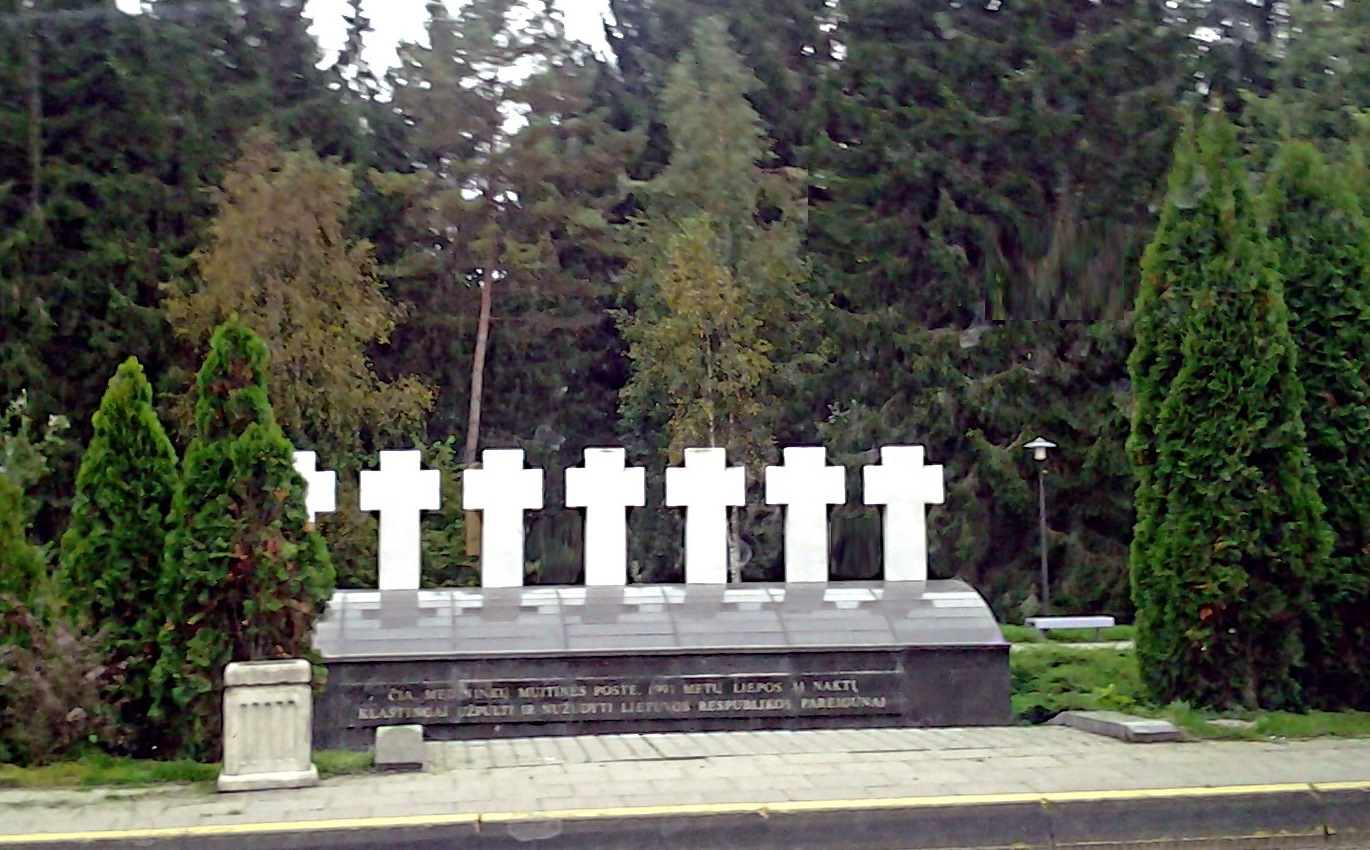
Monument für sieben litauische Grenzer, getötet 31. Juli 1991 in Medininkai

In der Zeit zwischen der Unabhängigkeitserklärung Litauens am 11. März 1990, das zunächst nur am 23. Januar 1991 von Island anerkannt wurde, und der Anerkennung Litauens durch die EG-Staaten am 27. August 1991 verloren bei Medininkai sieben Litauer im Einsatz für die Unabhängigkeit ihr Leben:
Am 31. Juli 1991 gegen fünf Uhr wurde die Grenzstation von einem aus Riga kommenden sowjetischen OMON-Kommando überfallen. Sieben litauische Grenzwächter wurden dabei erschossen.
Mit der Anerkennung der litauischen Unabhängigkeit durch die Sowjetunion am 6. September 1991 endeten die Kontrollen sowjetischer Beamter an der ehemaligen Außengrenze der Union noch nicht. So wurde der Grenzübergang Lazdijai-Sejny zwischen Litauen und Polen noch am 20. September von sowjetischen und litauischen Beamten gemeinsam kontrolliert.

## Infrastruktur
Medininkai liegt an der Hauptstraße E28 von Vilnius nach Minsk. Die Grenze bildet hier die EU-Außengrenze und ist entsprechend abgesichert.
Im Kernort gibt es eine polnischsprachige Schule mit den Klassen 1–12 und eine litauischsprachige Schule sowie einen polnisch- und einen litauischsprachigen Kindergarten. Weiterhin gibt es eine Sozialstation und einen Laden.